# Redbelt
Redbelt è una pellicola cinematografica del 2008 diretta da David Mamet.
Il film è stato presentato in Italia al Taormina Film Fest 2008 ed è uscito nelle sale italiane il 5 settembre 2008.

## Trama
Mike Terry (Chiwetel Ejiofor) è un istruttore di Jiu jitsu brasiliano che gestisce la sua palestra con la moglie Sondra (Alice Braga). Una serie di eventi porta Mike a far la conoscenza dell'attore Chet Frank (Tim Allen) e del promotore di incontri di arti marziali Marty Brown (Ricky Jay); conoscenze, queste, che cambieranno la vita di Mike.